# Egidio De Maulo
Egidio De Maulo, né le 4 septembre 1840 à Giulianova et mort le 14 novembre 1922 à Rome, est un peintre italien principalement de paysages et de natures mortes.

## Biographie
Né en 1840 à Giulianova, en Italie, le jeune Egidio De Maulo s'installe à Naples où il peint avec succès des paysages et des natures mortesparmi les peintres qui font partie de l'école de Posillipo. Il est un disciple du peintre napolitain Consalvo Carelli, beau-père de Vincenzo Bindi, le mécène qui fait don de sa collection de peintures qui font aujourd'hui partie de la Galerie Giuliese au Museo D'arte dello Splendore à Giulianova, Italie. Pendant son séjour à Naples, Egidio De Maulo expose un groupe de natures mortes : Un groupe de gibier, Un lièvre et Un canard . En 1893, sa participation à l'exposition internationale de la Principauté de Monaco reçoit la médaille de bronze. La Pinacoteca Civica de Teramo, Italie conserve un tableau intitulé Cacciagione (Nature morte de gibier). Sa Vierge à l'Enfant se trouve dans la chapelle de Bartolomei dans l'église de San Gaetano in Giulianova. Il meurt à Rome en 1922 et est inhumé au cimetière monumental de Campo Verano.

## Œuvres
Il s'attache aux paysages des Abruzzes et aux marinas des environs de Naples. Il peint également des portraits, mais est surtout connu comme auteur de natures mortes (une tête de vieillard et un bouton de rose, exposés à Milan en 1872). Avec ce dernier genre, il apparaît plus fréquemment dans les expositions de natures mortes (Un lièvre, Groupe de gibier et, un colvert exposés à Florence en 1891-1892 ; puis le colvert est exposé à Rome en 1900).